# John Davis (bluespianist)
'Blind' John Davis (Hattiesburg, 7 december 1913 – Chicago, 12 oktober 1985) was een Amerikaanse blueszanger en -pianist.

## Biografie
Op 3-jarige leeftijd verhuisde Davis' familie vanuit het zuiden van de Verenigde Staten naar Chicago. Tijdens de drooglegging verdiende zijn vader aan de illegale alcoholtapperij. Op 9-jarige leeftijd werd Davis blind aan de gevolgen van een infectie (hij was gestapt in een roestige spijker). Op 14-jarige leeftijd leerde hij in de lokalen van zijn vader piano spelen. Hij had enig succes in de bars in en rond Chicago met o.a. zijn bands Johnny Lee's Music Masters en Johnny Davis Rhythm Boys.
Rond 1937 werd Davis aangesteld als huispianist door Lester Melroses Wabash Music Company. Tot 1942 maakte hij meer dan 100 piano-opnamen, o.a. als begeleiding van Tampa Red, Merline Johnson, Lonnie Johnson, Big Bill Broonzy, Memphis Minnie, Doctor Clayton en Sonny Boy Williamson I. In 1938 maakte hij opnamen met George Barnes, een van de eersten die de elektrische gitaar speelden.
Tijdens de Tweede Wereldoorlog was Davis met zijn band Johnny Davis Rhythm Boys op tournee in het westen en midwesten van de Verenigde Staten. Hij formeerde met George Barnes (gitaar) en Ransom Knowling (contrabass) het John Davis Trio, dat opnamen maakte in 1949 en 1951 en daarna werd ontbonden. Davis trad weer solo op in Chicago, soms samen met Judge Riley (drums).
In 1952 behoorden Davis en Big Bill Broonzy tot de eerste bluesmuzikanten, die optraden en opnamen in Europa. Daarna speelde Davis weer in de clubs in Chicago en raakte hij buiten de stad vergaand in vergetelheid.
In 1955 brandde zijn huis af en enkele dagen later overleed zijn echtgenote, met wie hij sinds 1938 was getrouwd. In 1958 en 1959 werd hij opgenomen voor de Library of Congress. In 1964 trad hij op tijdens het Newport Folk Festival. Vanaf 1973 was Davis regelmatig onderweg in Europa en trad hij toenemend op tijdens festivals in de Verenigde Staten. Tijdens de jaren 1970 besteedde hij aandacht aan zijn vriend Tampa Red, die in een tehuis in Chicago woonde.

## Stijl en invloeden
Davis was in tegenstelling tot veel van zijn pianospelende tijdgenoten zoals Memphis Slim, Sunnyland Slim en de iets oudere Roosevelt Sykes niet in het landelijke zuiden, maar in het stedelijke Chicago gesocialiseerd worden. Deze stad had, net als New Orleans, een zeer omvangrijke jazztraditie. Deze traditie werd in Chicago, in tegenstelling tot New Orleans, ook zeer beïnvloed door blanke muzikanten van Oost-Europese en Duitse afkomst. Een goed voorbeeld voor de wederkerige beïnvloeding zijn de muzikanten John Davis en de in Rusland geboren Art Hodes. Vanwege deze stijlvariatie was Davis ertoe voorbestemd om de qua stijl verschillende muzikanten voldoende te begeleiden en zich op deze binnen een korte periode te kunnen aanpassen. Waarschijnlijk verhinderde dit talent echter ook een eigen succesvolle platencarrière, omdat Davis door de labeleigenaars meer op waarde werd ingeschat als sideman dan als soloartiest. In zijn liveprogramma bevonden zich naast blues en boogiewoogie ook standards als b.v. Bye bye blackbird en Georgia.

## Overlijden
John Davis overleed in oktober 1985 op 71-jarige leeftijd. Hij was onderweg naar het vliegveld om een festival in Texas te bezoeken, toen hij, waarschijnlijk aan een hartinfarct, overleed.
- Biblioteca Nacional de España: XX1605920
- Bibliothèque nationale de France: cb139216353 (data)
- Gemeinsame Normdatei: 140219374
- International Standard Name Identifier: 0000 0000 7997 3892
- Library of Congress Control Number: n95009427
- MusicBrainz: f06c3db1-b8c1-4126-b877-04a77f5d73fe
- Nederlandse Thesaurus van Auteursnamen: 089199502
- SNAC: w63f5k22
- Virtual International Authority File: 56798079
- WorldCat: E39PBJv4gRwQrw9mxmYPRm6VG3